# Калинин, Иван Николаевич (хоккеист)
Иван Николаевич Калинин (8 августа 1960, Верхняя Тойма, Архангельская область — 10 сентября 2018, Архангельск) — советский и российский игрок в хоккей с мячом, защитник. Мастер спорта СССР.

## Биография
Воспитанник хоккейной школы села Верхняя Тойма Архангельской области. В 1978 году поступил в Архангельский государственный педагогический институт и выступал за его команду «Буревестник» в региональных соревнованиях.
С 1980 года в течение 11 лет выступал в чемпионате СССР по хоккею с мячом за архангельский «Водник», сыграл 147 матчей в чемпионатах страны и 53 — в Кубке СССР. Дебютный матч сыграл 9 января 1980 года на выезде против «Зоркого». Финалист Кубка СССР (1987). Обладатель Кубка мира по ринк-бенди (1990).
В 1992—1995 годах играл в чемпионате России за «Североникель» (Мончегорск), в 1995—1996 годах — в первой лиге за «Лесопильщик» (Архангельск). Всего в высших дивизионах СССР и России сыграл 220 матчей.
После окончания игровой карьеры более 15 лет работал в органах УФСИН по Архангельской области. В 2010 году вышел на пенсию в должности заместителя начальника исправительного учреждения. В этот период выступал за команду ветеранов «Водника».
С 2011 года — тренер молодёжного состава «Водника». В апреле 2018 года вошёл в тренерский штаб взрослой команды в качестве старшего тренера, где ассистировал Николаю Яровичу.
Скончался 10 сентября 2018 года на 59-м году жизни.